# Церковь Рождества Пресвятой Богородицы (Бухличи)
Церковь Рождества Пресвятой Богородицы — церковь в честь Рождества Пресвятой Богородицы в деревне Бухличи Столинского района Брестской области.
Построена в 1926-28 годах из дерева на месте церкви XVIII века в центре деревни.

## Архитектура

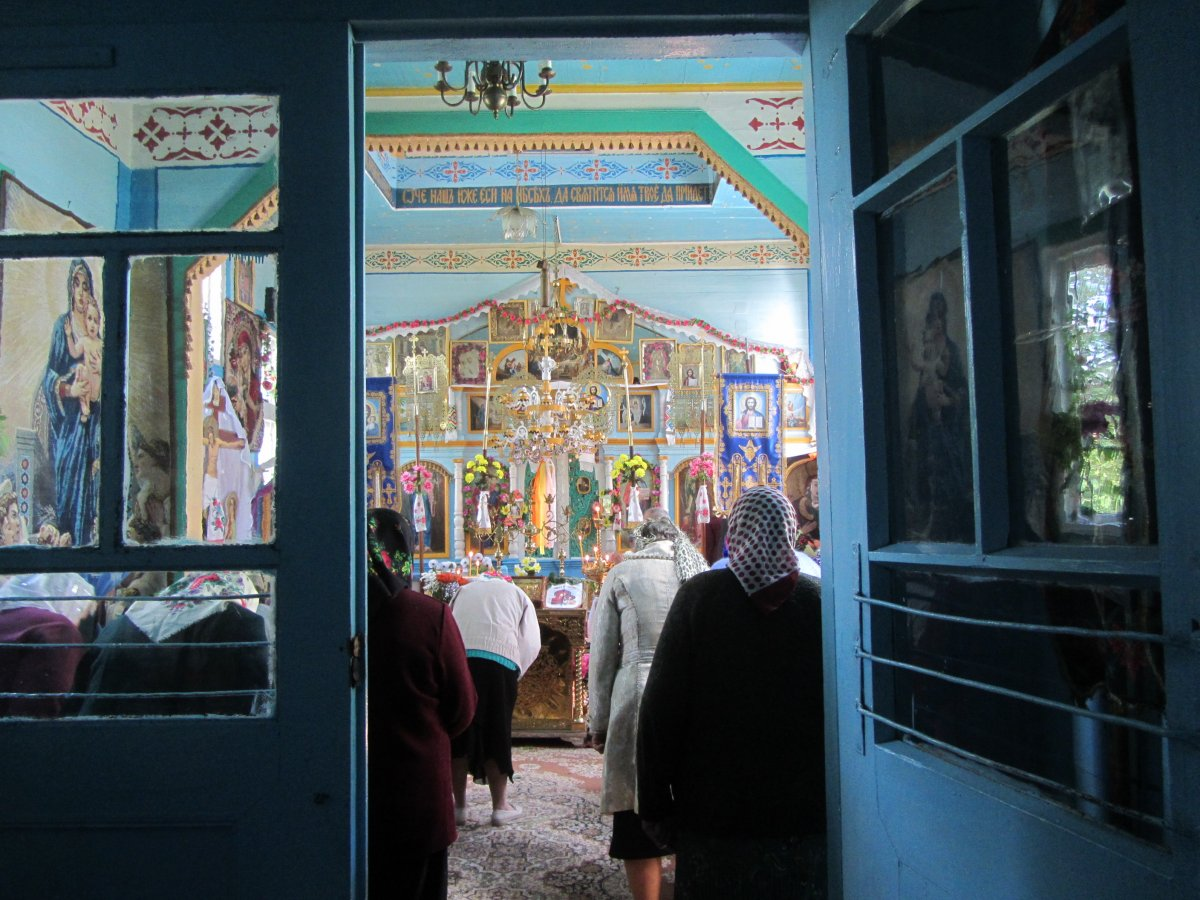
Интерьер

Памятник архитектуры неорусского стиля с чертами конструктивизма.
Решается канонической четырёхчастной продольно-осевой композицией: притвор — звонница (восьмерик на 2 четырёхугольниках), короткий неф, кубовидный молельный зал с четырёхгранным световым барабаном, пятигранная апсида с низкой боковой ризницей . Силуэт храма образован арой над высоким шатром звонницы со слуховыми окнами, луковичным куполом на восьмигранном барабане над четырёхскатной крышей центрального сруба и 2-сторонними изгибами его карниза, шатровое покрытие апсиды. На фоне горизонтально облицованных фасадов (цокольная и фризовая части вертикальны) выделяются одиночные и структурированные прямоугольные оконные проемы в геометрических наличниках. Три входа отличаются двухколонными крыльцами под двускатными крышами.
Апсида украшена накладным крестом.

## Интерьер
Иконы XVII-XVIII веков. «Спас Пантократор», «Николай Чудотворец и великомученица Варвара», «Богоматерь Одигитрия», Евангелие XVIII века.